# Amarylkowce
Amarylkowce (Amaryllidales Bromhead) – rząd roślin należący do klasy jednoliściennych.

## Charakterystyka
KwiatyDuże, efektowne, często z dodatkową powabnią w postaci przykoronka.

## Systematyka
Pozycja rzędu w systemie Reveala
Gromada okrytonasienne, podgromada Magnoliophytina, klasa jednoliścienne, podklasa liliowe, nadrząd Lilianae Takht.
Podział Reveala
Rodziny należące do amarylkowców:
- Alliaceae J. Agardh – czosnkowate
- Amaryllidaceae J. St.-Hil. – amarylkowate
- Hyacinthaceae Batsch – hiacyntowate
- Hesperocallidaceae Traub
- Themidaceae Salisb.